# Elezioni comunali in Liguria del 1981
Le elezioni comunali in Liguria del 1981 si tennero il 21-22 giugno.

## Provincia di Genova

### Genova
| Partito                            | Partito                                       | Voti    | %     | Seggi | Differenza (%) | /       |
| ---------------------------------- | --------------------------------------------- | ------- | ----- | ----- | -------------- | ------- |
|                                    | Partito Comunista Italiano                    | 197 914 | 39,63 | 33    | 1,83           | 1       |
|                                    | Democrazia Cristiana                          | 112 555 | 22,54 | 19    | 5,98           | 5       |
|                                    | Partito Socialista Italiano                   | 81 988  | 16,41 | 14    | 4,04           | 4       |
|                                    | Partito Liberale Italiano                     | 25 751  | 5,15  | 4     | 2,71           | 2       |
|                                    | Partito Socialista Democratico Italiano       | 23 548  | 4,71  | 4     | 0,94           | 1       |
|                                    | Partito Repubblicano Italiano                 | 18 211  | 3,64  | 3     | 0,93           | Stabile |
|                                    | Movimento Sociale Italiano - Destra Nazionale | 16 573  | 3,22  | 2     | 1,31           | 1       |
|                                    | Lista Radicale                                | 6 576   | 1,31  | 1     | Stabile        | Stabile |
|                                    | Democrazia Proletaria                         | 5 532   | 1,09  | -     | 0,06           | Stabile |
|                                    | Altre Liste                                   | 11 119  | 2,24  | -     | -              | -       |
| Totale                             | Totale                                        | 499 767 | 100   | 80    |                |         |
| Fonte: Archivio storico La Stampa. |                                               |         |       |       |                |         |